# The Innocent Sinner
Pour plus de détails, voir Fiche technique et Distribution.
The Innocent Sinner est un film muet américain réalisé par Raoul Walsh et sorti en 1917.

## Synopsis
Mary Ellen Ellis, une jeune fille de la campagne, part pour New York pour se marier avec Walter Benton. Elle se retrouve parmi des truands, mais elle arrive à remettre dans le droit chemin "Bull" Clark, un cambrioleur, qui lui voue alors un gratitude éternelle. Il la sauve de "La Fouine", qui l'avait suivie chez elle, mais lorsque Benton arrive, il voit Mary Ellen dans les bras de Clark et une bataille éclate alors entre eux deux. Benton est tué par La Fouine mais c'est Clark qui est accusé. Il s'évade et s'engage dans la Navy. 
Mary Ellen rencontre le Docteur Graham, un cousin de Benton, mais elle n'ose pas lui avouer son passé. Elle est enlevée par La Fouine, mais finalement Graham la libérera et ils pourront vivre tranquillement leur amour. 

## Fiche technique
- Titre original : The Innocent Sinner
- Réalisation : Raoul Walsh
- Scénario : Raoul Walsh, d'après une histoire de Mary Sinon
- Photographie : Dal Clawson
- Société de production : Fox Film Corporation
- Société de distribution : Fox Film Corporation
- Pays de production :  États-Unis
- Langue originale : anglais
- Format : noir et blanc — 35 mm — 1,37:1 — Film muet
- Genre : drame
- Durée : 5 bobines (selon l'AFI) ou 6 bobines (selon IMDB)
- Date de sortie :
  - États-Unis :21 juillet 1917
- Licence : Domaine public

## Distribution
- Miriam Cooper : Mary Ellen Ellis
- Charles Clary : David Graham
- Jack Standing : Walter Benton
- Jane Novak : Jane Murray
- Rosita Marstini : Madame De Cœur
- William Parsons : "Bull" Clark
- Johnny Reese : "La Fouine"
- Jennie Lee : la mère de Mary Ellen